# No Prayer for the Dying
No Prayer for the Dying, este un album de heavy metal al trupei britanice Iron Maiden. Albumul a fost lansat pe 11 aprilie 1990.
Este primul album lansat dupa plecarea lui Adrian Smith, care a fost înlocuit cu Janick Gers.
Piesele "Holy Smoke" și "Bring Your Daughter... To The Slaughter" au fost lansate ca single-uri.
Albumul a fost remasterizat în 1998, iar CD-ul conține o secțiune multimedia cu videoclipuri, galerie foto, biografie, linkuri internet și o copertă cu 24 de pagini color cu fotografii și desene cu Eddie, mascota trupei.

## Tracklist
1. "Tailgunner" (Dickinson, Harris) – 4:15
2. "Holy Smoke" (Dickinson, Harris) – 3:49
3. "No Prayer for the Dying" (Harris) – 4:23
4. "Public Enema Number One" (Dickinson, Murray) – 4:13
5. "Fates Warning" (Harris, Murray) – 4:12
6. "The Assassin" (Harris) – 4:18
7. "Run Silent Run Deep" (Dickinson, Harris) – 4:35
8. "Hooks in You" (Dickinson, Smith) – 4:08
9. "Bring Your Daughter...To the Slaughter" (Dickinson) – 4:45
10. "Mother Russia" (Harris) – 5:32

## Componență
- Bruce Dickinson - voce
- Steve Harris - bas
- Janick Gers - chitară
- Dave Murray - chitară
- Nicko McBrain - baterie